# Лёсден (корабль)
«Лёсден» (нидерл. Leusden) — название фрегата для перевозки рабов, принадлежавшего Нидерландской Вест-Индийской компании. В 1738 году из порта с берега Суринама впервые отправился в поездку. Всего за время эксплуатации на корабле погибло около 664 человек — рабов из Африки, что стало самой большой человеческой потерей за всю морскую историю Нидерландов. Высокой смертности африканцев при транспортировке значительно способствовала жестокость экипажа по отношению к ним.
«Лёсден» необычен тем, что совершил девять полных успешных поездок по «золотому треугольнику». Все эти поездки совершались исключительно для перевозки рабов. Во время десятой поездки и спустя восемнадцать лет после строительства, корабль потерпел крушение в связи с навигационной ошибкой и попадания на мель. Ещё одной особенностью судна является то, что его изначально планировалось использовать для перевозки рабов. Это единственный корабль Нидерландской Вест-Индийской компании, изначально построенный исключительно с этой целью. Другие корабли компании модифицировали для транспортировки рабов.

## История
25 октября 1718 года управление Нидерландской Вест-Индийской компании под названием Heren Tien (десять директоров пяти компаний) приняли решение о необходимости строительства нового судна для транспортировки рабов-африканцев в 1719 году. Приказ о его строительстве был передан в офис компании в Амстердаме. Кораблестроитель Ян Гебрандсе Слегт (ок. 1677—1739) назвал самую низкую цену и выиграл контракт. Строительство корабля началось 14 марта 1719 года на верфи «Де Эндрахт». В период между 1723 и 1725 годами Слегт построил 8 военных кораблей, у каждого из которых было от 36 до 72 орудий. Эти корабли назывались «Вагенинге» и были длиной в 131 фут (37,1 м). Сохранилось множество их чертежей, которые дают некоторое представление о том, как выглядели корабли, построенные Яном Гебрандсе Слегтом. «Вагенинге» оправдали ожидания нидерландской эскадрильи в битве 1724 года против североафриканских варварских стран в Средиземноморье. Первые чертежи кораблей такого вида были представлены Паулусом ван Звейндрехтом в Нидерландах. В них указана длина некоторых парусных фрегатов — 120 футов (33,9 м). Корабль «Вагенинге» шириной в 33,5 фута (9,5 м) был шире «Лёсдена» на 1,5 фута (почти 0,5 м).

## Поездки
| Даты                  | Точка отплытия | Остановки                            | Конечный пункт | Длительность поездки | Капитан                        | Количество рабов                 | Количество смертей         | Выжившие                               | Розничная цена |
| --------------------- | -------------- | ------------------------------------ | -------------- | -------------------- | ------------------------------ | -------------------------------- | -------------------------- | -------------------------------------- | -------------- |
| 26.12.1719-8.06.1721  | Тексел         | Эльмина, Лоанго, Синт-Эстатиус       | Тексел         | 530 дней             | Якоб Тейл                      | 465                              | 59 рабов и 3 члена экипажа | 406                                    | Неизвестно     |
| 15.01.1722-6.03.1723  | Тексел         | Эльмина, Синт-Эстатиус               | Тексел         | 429 дней             | Питер Рас                      | 562                              | 91                         | 471 (10 погибло незадолго до прибытия) | 90 440ƒ        |
| 5.08.1725-7.06.1726   | Тексел         | Эльмина, Вида, Бербис, Синт-Эстатиус | Тексел         | 409 дней             | Питер Рас                      | 605                              | 74                         | 531                                    | 126 260ƒ       |
| Неизвестно            | Тексел         | Эльмина, Синт-Эстатиус               | Тексел         | 306 дней             | Ян Схамп                       | 747                              | 71                         | 676 (5 погибло незадолго до прибытия)  | 165 633ƒ       |
| 30.01.1727-22.05.1728 | Тексел         | Эльмина, Аккра, Суринам              | Тексел         | 478 дней             | Ян Схамп                       | 748 (еще 25 погибли до отплытия) | 41                         | 682 (10 погибло незадолго до прибытия) | 147 890ƒ       |
| 21.03.1729-17.04.1730 | Тексел         | Эльмина, Яквин, Суринам              | Тексел         | 392 дня              | Симон Овенс                    | 708                              | 72                         | 636 (7 погибло незадолго до прибытия   | 170 065.5ƒ     |
| 1.10.1730-23.02.1732  | Тексел         | Эльмина, Аккра, Яквин, Суринам       | Тексел         | 510 дней             | Брюйн Харменс                  | 629                              | 76                         | 553 (2 погибло незадолго до прибытия)  | 141 520ƒ       |
| 6.07.1732-14.11.1733  | Тексел         | Эльмина, Голландия, Аппа, Суринам    | Тексел         | 496 дней             | Адрес Гран                     | 713                              | 41                         | 672 (11 погибло незадолго до прибытия) | 180 810ƒ       |
| 5.08.1734-16.06.1736  | Тексел         | Эльмина, Аппа, Шама, Суринам         | Тексел         | 680 дней             | Даниел те Велде                | 687 (еще 42 погибли до отплытия) | 367                        | 280 (51 погиб незадолго до прибытия)   | 48 645ƒ        |
| 10.03.1737-1.01.1738  | Тексел         | Эльмина, Аккра                       | Суринам        | 296 дней             | Лодевик Лодевикс/Йоахим Аутьес | 700-716                          | ~20 (во время переправы)   | Неизвестно                             | Неизвестно     |